# Richard Donnevert

Richard Donnevert

Richard Donnevert (* 2. August 1896 in Mainz; † 27. Januar 1970 in Wiesbaden) war ein deutscher Politiker (NSDAP).

## Leben
Nach dem Notabitur im August 1914 nahm Donnevert als Soldat am Ersten Weltkrieg teil. Im Frühjahr 1919 wurde er als Oberleutnant aus dem aktiven Heeresdienst verabschiedet. Daraufhin begann er 1919 ein Studium der Zahnmedizin, das er 1922 an der Universität Göttingen mit der Promotion zum Dr. med. dent abschloss. Nach Promotion und Approbation ließ er sich als Zahnarzt in Rotenburg an der Fulda nieder.
Zum 1. Dezember 1930 trat Donnevert der NSDAP bei (Mitgliedsnummer 390.311) und schloss sich auch der SA an. Von Dezember 1931 bis 1934 war er Kreisleiter der NSDAP in Rotenburg an der Fulda, von 1934 bis 1937 Landrat des Kreises Frankenberg. Von 1937 bis 1939 war er Verbindungsmann zwischen dem Stab des Stellvertreters des Führers und dem Reichskriegsministerium. In der SS, der er seit Dezember 1940 angehörte (SS-Nummer 382.469), erreichte er Ende Januar 1941 den Rang eines SS-Oberführers. Danach geriet seine SS-Karriere aufgrund übermäßigen Alkoholkonsums ins Stocken. Von März 1940 bis zu seiner Ablösung Mitte August 1943 war Donnevert (zunächst kommissarisch) stellvertretender Gauleiter des Gaus Sudetenland der NSDAP, jedoch infolge von Differenzen mit Gauleiter Konrad Henlein seit Dezember 1942 vom Amt beurlaubt. Nach seiner Ablösung war Donnevert in der Parteikanzlei der NSDAP tätig und Anfang September 1943 für einen Monat informatorisch im RSHA. Ab Anfang Mai 1944 war er ehrenamtlicher SS-Führer beim Stab des Oberabschnitts Böhmen und Mähren. Anfang Dezember 1944 wurde er in den Ruhestand versetzt. 
Bei der Reichstagswahl am 29. März 1936 trat er in seiner Funktion als NSDAP-Kreisleiter in Hersfeld erfolglos an. Am 19. August 1940 trat Donnevert im Nachrückverfahren für den Abgeordneten Josef Kraus als Abgeordneter in den nationalsozialistischen Reichstag ein, dem er bis zum Ende der NS-Herrschaft im Frühjahr 1945 angehörte.

## Schriften
- Über eine Combination eines Odontoms mit einer Verwachsung, s. l. 1922. (Dissertation)
- Wehrmacht und Partei, Leipzig 1938.